# Église Notre-Dame du Foyer des Cornières
L'église Notre-Dame du Foyer des Cornières est un édifice religieux catholique, situé en Haute-Savoie, à la limite entre la commune d'Ambilly et de Ville-la-Grand.

## Historique
La paroisse de Ville-la-Grand possède une église construite en 1893, l'église Saint-Mammès. Toutefois, le quartier des Cornières connaît une croissance relativement importante. Le réaménagement du diocèse d'Annecy par l'évêque Auguste Cesbron amène la création d'une nouvelle paroisse et de l'établissement d'une chapelle dédiée aux habitants du quartier. Le 4 septembre 1959, il est décidé que ce territoire peut former une paroisse indépendante avec des portions de Ville-la-Grand et d'Annemasse,.
L'église fut construite à l'initiative du curé Bellon, de Ville la Grand et de l’Association Culturelle et Sociale de Cornières.
Tout d'abord érigée en contre-plaqué, l'édifice existe encore.
L’édifice contient une statue du Christ du XVIIIe siècle, issu du presbytère de Ville-la-Grand.

### bibliographie
- Henri Baud, Jean-Yves Mariotte et Alain Guerrier, Histoire des communes savoyardes : Le Faucigny, Roanne, Éditions Horvath, 1980, 619 p. (ISBN 2-7171-0159-4).